# Повой
Повой (лат. Calystegia) — род травянистых растений семейства Вьюнковые (Convolvulaceae).

## Ботаническое описание

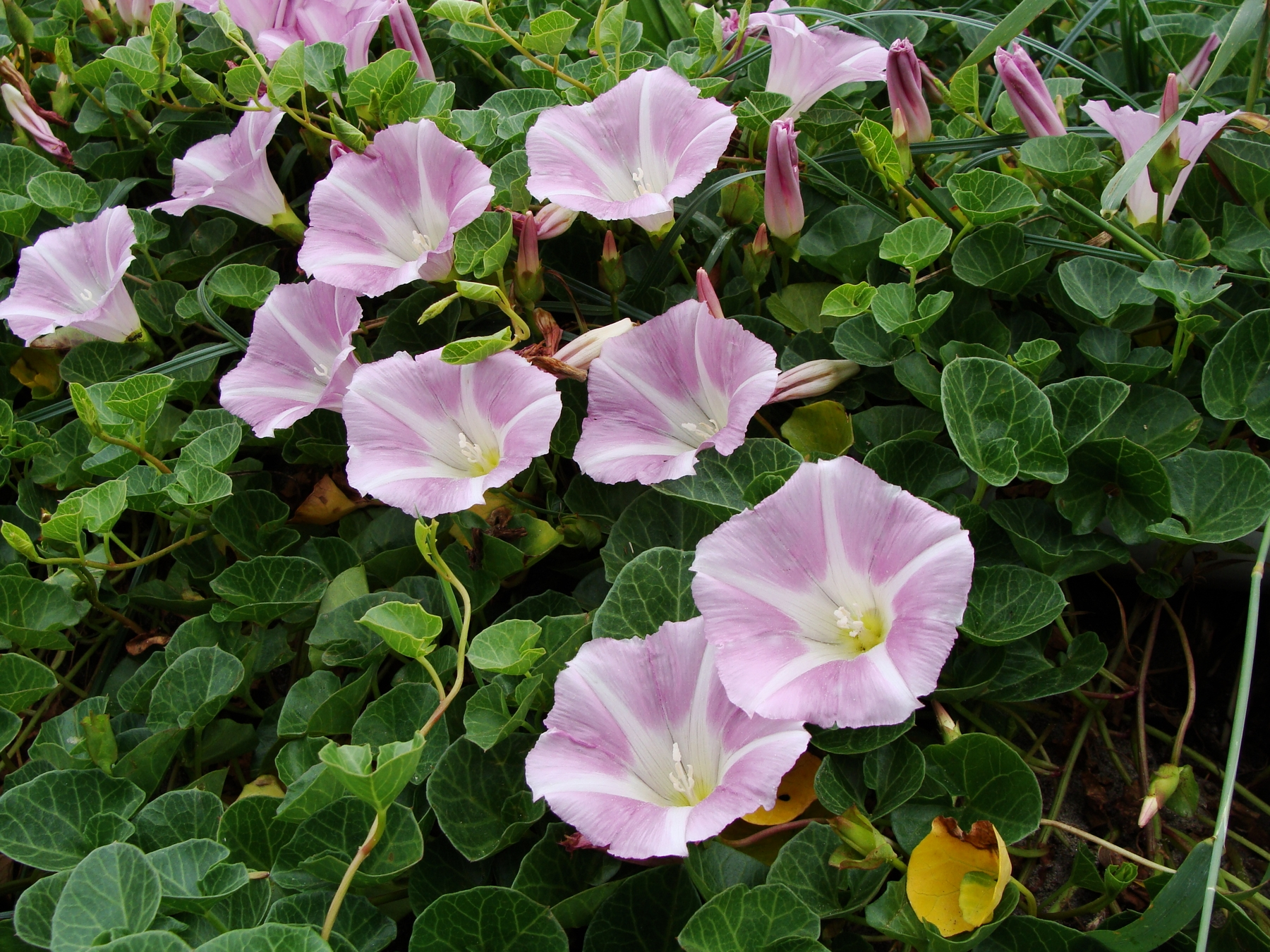
Повой сольданеллевый (Calystegia soldanella)

Многолетние травянистые растения. Стебли вьющиеся или лежачие; листья очередные, черешковые, простые.
Цветки располагаются в пазухах листьев по одному на длинных цветоножках. Чашечка одета двумя более-менее крупными листовидными прилистниками, вплотную придвинутыми к ней; чашелистиков 5. Венчик воронковидно-колокольчатый, с пятью слабо выраженными лопастями. Тычинок 5, тычиночные нити в нижней части расширенные; столбик один, с двумя эллиптическими или продолговато-эллиптическими рыльцами; завязь одногнёздная или не вполне двугнёздная.
Плод — четырёхстворчатая, четырёхсемянная коробочка.

## Распространение и экология
Распространён в умеренных влажных областях всех континентов.

## Хозяйственное значение и применение
Могут быть использованы в качестве декоративных растений.

## Классификация

### Таксономия
Calystegia R.Br., 1810, Prodr. Fl. Nov. Holland. : 483
Род Повой относится к семейству Вьюнковые (Convolvulaceae) порядка Паслёноцветные (Solanales). Кладограмма в соответствии с Системой APG IV по состоянию на декабрь 2023 года:
|  |                                      |  |                                   |                                   |                     |  | ещё 4 семейства |              |              |                                                            |
|  |                                      |  |                                   |                                   |                     |  |                 |              |              | 33 подтвержденных вида и 10 видов, ожидающих подтверждения |
|  |                                      |  |                                   | порядок Паслёноцветные            |                     |  |                 |              | род Повой    |                                                            |
|  |                                      |  |                                   | порядок Паслёноцветные            |                     |  |                 |              | род Повой    |                                                            |
|  | отдел Цветковые, или Покрытосеменные |  |                                   |                                   | семейство Вьюнковые |  |                 |              |              |                                                            |
|  | отдел Цветковые, или Покрытосеменные |  |                                   |                                   |                     |  |                 |              |              |                                                            |
|  |                                      |  | ещё 63 порядка цветковых растений | ещё 63 порядка цветковых растений |                     |  |                 | еще 58 родов | еще 58 родов |                                                            |
|  |                                      |  |                                   | ещё 63 порядка цветковых растений |                     |  |                 |              | еще 58 родов |                                                            |

### Виды
- Calystegia × howittiorum Brummitt
- Calystegia × lucana (Ten.) G.Don
- Calystegia × melnikovae Prob.
- Calystegia × scanica Brummitt
- Calystegia affinis Endl.
- Calystegia atriplicifolia Hallier f.
- Calystegia binghamiae (Greene) Brummitt
- Calystegia brummittii P.P.A.Ferreira & Sim.-Bianch.
- Calystegia catesbeiana Pursh
- Calystegia collina (Greene) Brummitt
- Calystegia felix Provance & A.C.Sanders
- Calystegia hederacea Wall. — Повой плющевидный
- Calystegia krauseana Phil.
- Calystegia longipes (S.Watson) Brummitt
- Calystegia lucana (Ten.) G.Don
- Calystegia macounii (Greene) Brummitt
- Calystegia macrostegia (Greene) Brummitt
- Calystegia malacophylla (Greene) Munz
- Calystegia marginata R.Br.
- Calystegia occidentalis (A.Gray) Brummitt
- Calystegia peirsonii (Abrams) Brummitt — Повой Пирсона
- Calystegia pellita (Ledeb.) G.Don — Повой волосистый, или Повой даурский
- Calystegia pubescens Lindl.
- Calystegia pulchra Brummitt & Heywood
- Calystegia purpurata (Greene) Brummitt
- Calystegia sepium (L.) R.Br. — Повой заборныйtypus
- Calystegia silvatica (Kit. in Schrad.) Griseb. — Повой лесной
- Calystegia soldanella (L.) R.Br. — Повой сольданеллевый
- Calystegia spithamaea (L.) Pursh
- Calystegia stebbinsii Brummitt
- Calystegia subacaulis Hook. & Arn.
- Calystegia tuguriorum R.Br. ex Hook.
- Calystegia vanzuukiae Brummitt & Namoff